# Estació de Sant Gabriel
Sant Gabriel és un baixador situat a l'oest de la ciutat d'Alacant (País Valencià) al barri costaner de Sant Gabriel. Forma part de la línia C-1 de la xarxa de Rodalia de Múrcia-Alacant. Disposa també de servicis de mitjana distància. Es troba a la línia fèrria d'ample ibèric Alacant-El Reguerón, pk 1,8 a 3,75 metres d'altitud. Forma part de la línia C-1 de la xarxa de Rodalia de Múrcia-Alacant. La freqüència de pas és un tren cada 30-60 minuts. Els CIVIS de la línia s'aturen a l'estació. Disposa de serveis de mitjana distància que permeten connexions amb ciutats com Múrcia, Cartagena, València, Saragossa o Osca.